# Psocòpters
Els psocòters (Psocoptera) són un ordre de petits d'insectes neòpters, amb una mida de menys de 6 mm, transparents, de color grisós, blanquinós, grogós o marronós, de cos tou, amb ales o sense. S'han descrit 5.720 espècies; algunes viuen en ambients humans (cases, cellers, graners, etc.) on són freqüents en papers florits, i a vegades reben el nom vulgar de "polls" dels llibres, de la pols o de la palla, malgrat que no tenen cap relació amb els autèntics polls (Phthiraptera).

## Característiques
Les espècies alades tenen quatre ales membranoses, però són mals voladors; ocasionalment les ales anteriors estan ben desenvolupades i les posteriors són vestigials; les quatre ales queden en forma de teulada al posar-se. Les antenes, en general, són llargues i primes (filiformes), formades per nombrosos artells o segments, entre 13 i 50. Els tarsos tenen dos o tres segments; l'aparell bucal és de tipus mastegador, els ulls composts estan poc desenvolupats en algunes espècies i generalment posseeixen tres ocels, encara que poden mancar per complet. El protòrax està molt reduït en les espècies alades; el mesotòrax té un gep característic; a vegades volen en gran nombre deixant-se dur per l'aire com els àfids.

## Biologia i ecologia
La metamorfosi és incompleta (hemimetàbols), essent els individus joves (nimfes) molt semblants als adults, però sense ales. Ponen generalment de 20 a 100 ous, però que existeixen també espècies vivípares i algunes es reprodueixen per partenogènesi. Els ous els col·loquen aïllats o agrupats i de vegades coberts de seda o restes de materials. La majoria de les espècies passen per sis estadis nimfals. En algunes espècies no es coneixen adults. Els ous solen hibernar, rarament les nimfes i adults. Molts són gregaris.
Les espècies més conegudes són les que viuen en construccions com cases, graners, cellers, etc. Aquestes espècies, en general, no tenen ales i són freqüents en papers i llibres que estan o van estar humits. Les espècies que viuen al camp es troben sobre la vegetació, a les escorces dels arbres, sota les pedres, etc., i en general tenen ales ben desenvolupades.
Els psocòpters s'alimenten de diversos materials d'origen vegetal i animal com micelis de fongs, grans danyats de cereals, pol·len, insectes morts i ous d'insectes. Els que viuen entre els llibres s'alimenten dels fongs que creixen sobre la cola.
Es creu que comparteixen un avantpassat comú amb l'ordre Zoraptera i amb altres ordres d'hemipteroideus. Recents estudis suggereixen que els psocòpters són un grup parafilètic.